# Marita Sandig
Marita Sandig (n. 4 aprilie 1958, Lichtenstein/Sa., Saxonia, Germania) este o canotoare ce a reprezentat Republica Democrată Germană, medaliată olimpică. A participat la o ediție a Jocurilor Olimpice (1980) în care a câștigat o medalie de aur.

## Participări
Lista de mai jos prezintă principalele competiții la care a participat Marita Sandig de-a lungul carierei.
- canotaj la Jocurile Olimpice de Vară 1980 – 8 feminin[*][4]